# Jeff Koons
Jeffrey "Jeff" Koons (York, 21 de janeiro de 1955) é um artista e escultor estadunidense.
Em maio de 2019, a escultura de Koons, chamada Rabbit, foi leiloada por US$ 91 milhões na casa de leilões Christie's. É considerado o trabalho mais caro de um artista vivo.

## Biografia
Nascido em York, no estado da Pensilvânia, filho de Henry e Gloria Koons. Seu pai era negociante de móveis e decorador de interiores e sua mãe, costureira.
Jeff estudou pintura na Escola do Instituto de Arte de Chicago. Nascido no dia 21 de janeiro de 1955 em York, Pensilvânia, Estados Unidos
"Ballon Dog (Orange)" detinha o recorde de trabalho mais caro de um artista vivo, ao ser vendido por 58 milhões de dólares, antes que esse recorde fosse batido em 15 de novembro de 2018 pela obra "Retrato de um Artista (Piscina com Duas Figuras)", do artista britânico David Hockney, que por sua vez, foi superado pelo próprio Koons, com "Rabbit", uma escultura em aço.

## O Kitsch de Jeff Koons
O artista conceitual Jeff Koons usou de várias idéias e materiais para construir suas obras. Nessa diversidade estão:
- PUPPY — um cachorro formado por flores, medindo 16 metros de altura, construído num jardim de um palácio. Nesse trabalho, ele fez um protesto por não ter participado da Documenta de Kassel, em 1992, na Alemanha. Ele comparou a cidade alemã à Disneyland. Atualmente a "escultura" está no Museu Guggenheim em Bilbao.
- BRANCUSI — um coelho feito de plástico espelhado, imitando aço inoxidável policio. Nessa obra, o significado não está reconhecido, está aberto; ele reflete a personalidade do observador; ele se adéqua ao ambiente como um camaleão.
- SÉRIE DE OBJETOS DE PORCELANA — o artista fazia encomendas, a artesões, de pequenos objetos populares: estátuas religiosas (anjinhos), animais caricaturados (cachorrinhos, ursinhos) e até de alguns ícones populares (Michael Jackson, pantera cor-de-rosa), arranjo de flores -objetos presentes no cotidiano. Assim, ele se apropria de elementos estéticos da cultura de massa (que já possuem uma função), descontextualizando-as.
- SÉRIE ‘MADE IN HEAVEN’ — o artista apresentava uma série de fotos gigantescas onde apresentava atos sexuais explícitos, assim como fotos dele mantendo relações sexuais com a atriz pornô Cicciolina (a ícone do gênero). O tema de Koons nesse trabalho seria a validade da pornografia como arte. Segundo Koons, as imagens não possuem o objetivo de produzir atração sexual nos observadores, elas apenas mostram a intimidade de um casal - quebrando um padrão de moral, o que diferencia é a intenção. Essa afirmação é bastante discutível, mas a discussão levantada pelo artista tem sido considerada com freqüência por artistas contemporâneos.
- ICON GOOGLE — a 30 de Abril de 2008, o logotipo apresentado na página do Google é criação de Koons. (ver logotipo)
- Colaborações com Lady Gaga — a capa do 3° álbum de estúdio de Lady Gaga, ARTPOP, foi criada pelo artista e divulgada na Times Square a em 7 de outubro de 2013 7/10/2013. Criou também esculturas para um evento da cantora, a ArtRave, suas obras foram expostas no dia 11 de novembro de 2013. Tem seu nome citado na música Applause.

As relações que seus trabalhos possuem com o conceito de kitsch é que ele transforma o que é kitsch em obra de arte. Por exemplo: na obra PUPPY ele usa um jardim, que já possui uma função estética de pura decoração, em uma ironia dentro de um contexto específico; o coelho BRANCUSI ele juntou a vontade de emitir do emissor com a vontade de receber do receptor, para transformar o kitsch objeto em arte; as porcelanas põem em questão: obra de arte ou objeto de cultura de massa?

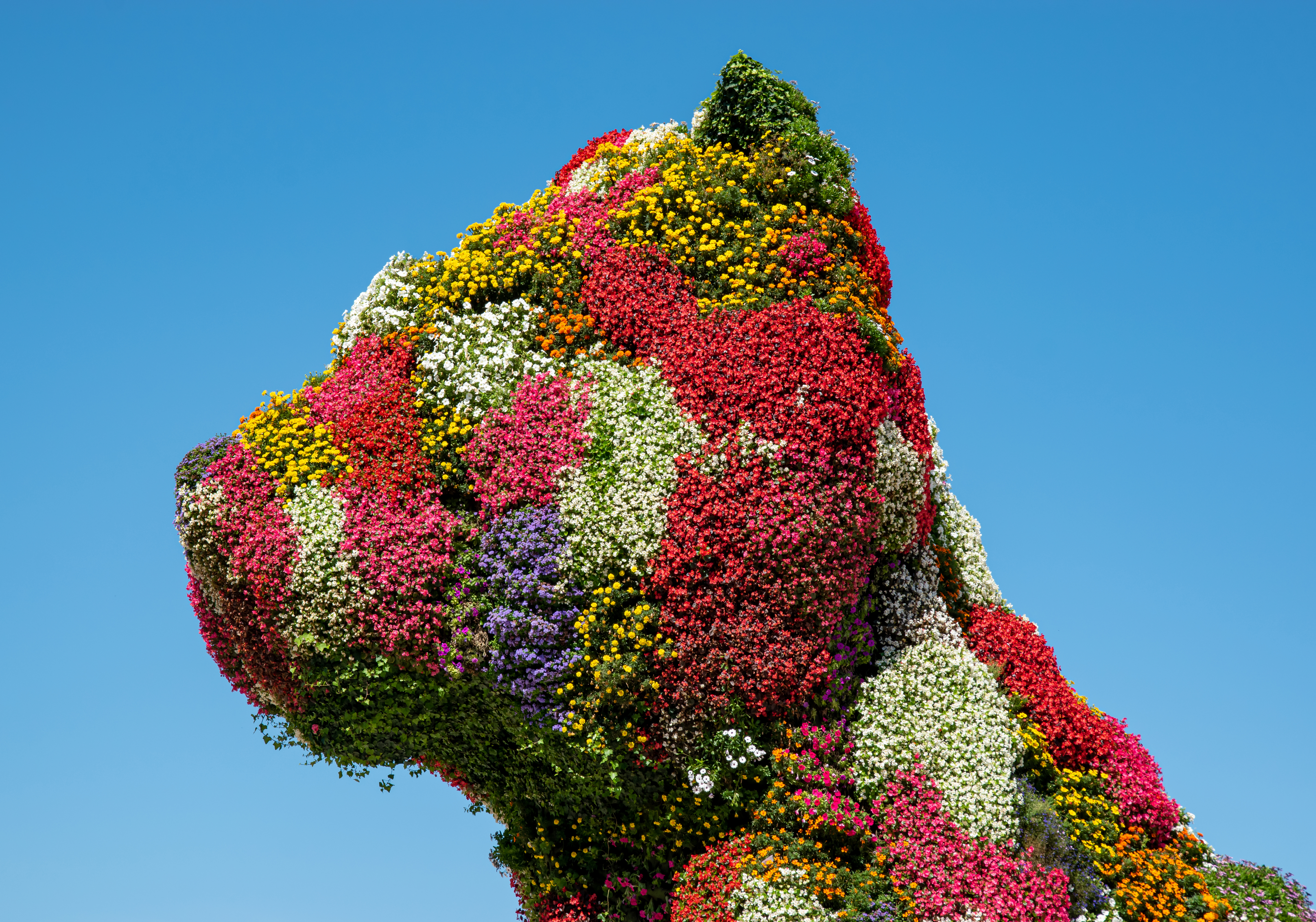
Puppy, obra de Jeff Koons no Museu Guggenheim de Bilbao.

## Pós-modernismo em Jeff Koons
Os trabalhos de KOONS possuem diversas características com as questões de arte pós-moderna:
- a autoria — ele não põe as mãos nos trabalhos, ele possui um equipe encarregada do serviço;
- a metalinguagem — ele usa da arte para falar da própria arte, principalmente quando entra na questão dos valores estéticos da cultura de massa.
- inspiração no cotidiano — ele busca elementos do cotidiano das pessoas para questioná-los e discuti-los.
- participação do público — alguns de seus trabalhos só se formam com a presença do observador, chegando, às vezes, a ser o próprio observador.
- espaços não convencionais — alguns de seus trabalhos foram realizados dentro da mídia,
- mistura de personagem e artista — nos trabalhos ditos "pornográficos" ele era o artista que era o próprio personagem da obra.
- novos critérios e valores de qualidade — questiona os paradigmas, os dogmas e os valores impostos pelo mercado de arte, através de uma sutil ironia (em relação aos padrões de beleza) presentes em seus trabalhos.